# Claudia Riegler (snowboardster)
Claudia Riegler (Wenen, 17 juli 1973) is een Oostenrijkse snowboardster. Ze vertegenwoordigde haar vaderland op de Olympische Winterspelen 2002 in Salt Lake City, op de Olympische Winterspelen 2010 in Vancouver, op de Olympische Winterspelen 2014 in Sotsji en op de Olympische Winterspelen 2018 in Pyeongchang. Haar zus Manuela is eveneens snowboardster.

## Carrière
Bij haar wereldbekerdebuut, in november 1994 in Kaprun, scoorde Riegler direct haar eerste wereldbekerpunten. In januari 1996 behaalde ze in La Bresse haar eerste toptienklassering, drie jaar later stond ze voor de eerste maal in haar carrière op het podium van een wereldbekerwedstrijd. Haar eerste wereldbekerzege boekte Riegler in maart 1999 in Olang.
De Oostenrijkse nam in totaal zeven keer deel aan de wereldkampioenschappen snowboarden. Op de wereldkampioenschappen snowboarden 2011 in La Molina veroverde ze de zilveren medaille op de parallelreuzenslalom en de bronzen medaille op de parallelslalom.
Tijdens de Olympische Winterspelen van 2002 in Salt Lake City eindigde Riegler als achtentwintigste op de parallelreuzenslalom. Acht jaar later, in Vancouver, eindigde ze als zevende op dit onderdeel.

## Resultaten

### Olympische Winterspelen
| Jaar | Plaats         | Resultaten                                  |
| ---- | -------------- | ------------------------------------------- |
| 2002 | Salt Lake City | 28e Parallelreuzenslalom                    |
| 2010 | Vancouver      | 7e Parallelreuzenslalom                     |
| 2014 | Sotsji         | 12e Parallelslalom 11e Parallelreuzenslalom |
| 2018 | Pyeongchang    | DNF Parallelreuzenslalom                    |

### Wereldkampioenschappen
| Jaar | Plaats               | Resultaten                                                  |
| ---- | -------------------- | ----------------------------------------------------------- |
| 1997 | San Candido          | 12e Parallelslalom 7e Slalom 18e Snowboardcross             |
| 1999 | Berchtesgaden        | 9e Parallelslalom 5e Parallelreuzenslalom 5e Snowboardcross |
| 2001 | Madonna di Campiglio | DNF Parallelslalom 18e Reuzenslalom 11e Snowboardcross      |
| 2003 | Kreischberg          | 6e Parallelslalom 16e Parallelreuzenslalom                  |
| 2005 | Whistler             | 15e Parallelslalom                                          |
| 2009 | Gangwon              | 5e Parallelslalom 7e Parallelreuzenslalom                   |
| 2011 | La Molina            | Parallelslalom · Parallelreuzenslalom                       |
| 2013 | Stoneham             | 15e Parallelslalom 9e Parallelreuzenslalom                  |
| 2015 | Kreischbefg          | Parallelreuzenslalom                                        |
| 2017 | Sierra Nevada        | DSQ Parallelreuzenslalom                                    |

### Wereldbeker
Eindklasseringen
| Seizoen   | Algm | PAR   | PGS | PSL | SBX |
| --------- | ---- | ----- | --- | --- | --- |
| 1995/1996 | 25e  | –     | –   | –   | –   |
| 1996/1997 | 8e   | –     | –   | –   | 6e  |
| 1997/1998 | 21e  | –     | –   | –   | 9e  |
| 1998/1999 | 11e  | –     | –   | –   | 11e |
| 1999/2000 | 13e  | 8e    | –   | –   | 8e  |
| 2000/2001 | 20e  | –     | –   | –   | 8e  |
| 2001/2002 | 6e   | 9e    | –   | –   | 18e |
| 2002/2003 | 7e   | 11e   | –   | –   | 15e |
| 2003/2004 | 11e  | 21e   | –   | –   | 35e |
| 2004/2005 | –    | 7e    | –   | –   | –   |
| 2005/2006 | 94e  | 36e   | –   | –   | –   |
| 2006/2007 | 17e  | 11e   | –   | –   | –   |
| 2007/2008 | 9e   | Brons | –   | –   | –   |
| 2008/2009 | 11e  | 4e    | –   | –   | –   |
| 2009/2010 | 10e  | 7e    | –   | –   | –   |
| 2010/2011 | 8e   | 4e    | –   | –   | –   |
| 2011/2012 | –    | 9e    | –   | –   | –   |
| 2012/2013 | –    | 8e    | 8e  | 12e | –   |
| 2013/2014 | –    | 16e   | 13e | 22e | –   |
| 2014/2015 | –    | 7e    | 11e | 5e  | –   |
| 2015/2016 | –    | 14e   | 22e | 10e | –   |
| 2016/2017 | –    | 9e    | 8e  | 9e  | –   |
| 2017/2018 | –    | 10e   | 8e  | 13e | –   |

Wereldbekerzeges
| Datum          | Plaats      | Onderdeel            |
| -------------- | ----------- | -------------------- |
| 11 maart 1999  | Olang       | Parallelreuzenslalom |
| 12 maart 2000  | San Candido | Snowboardcross       |
| 17 maart 2001  | Ruka        | Snowboardcross       |
| 14 maart 2002  | Ruka        | Parallelslalom       |
| 7 maart 2015   | Moskou      | Parallelslalom       |
| 9 januari 2019 | Bad Gastein | Parallelslalom       |